# Barrington (Somerset)
Pour les articles homonymes, voir Barrington.
Barrington est une paroisse civile et un village du Somerset, en Angleterre.